# Archeologia computazionale
L'archeologia computazionale è il campo di applicazione che finalizza l'uso delle tecnologie informatiche alle discipline specifiche dell'archeologia e dei beni culturali, architettonici e monumentali.